# Ščara
Ščara (bje. Шчара, rus. Ща́ра), je rijeka u Bjelorusiji, lijeva je pritoka Njemena. Protječe kroz grad Slonim, na rijeci su izgrađena dva umjetna jezera.
Ukupna duljina vodotoka je 325 km, a površina slivnog područja 9.990 km². Prosječan protok vode u zoni ušća je oko 31 m³/s. Pod ledom je od kraja prosinca do polovine ožujka. 